# Oktober (film)
Oktober, også kendt som Oktober: Ti dage, der rystede verden (russisk: Октябрь: Десять дней, которые потрясли мир, tr. Oktjabr: Desjat dnej, kotoryje potrjasli mir) er en sovjetisk historisk stumfilm fra 1928 instrueret af Sergej Eisenstein og Grigorij Aleksandrov. Filmen er en dramatisering og fejring af Oktoberrevolutionen og blev bestilt til revolutionens tiårs jubilæum. 
Filmen havde oprindeligt premiere i Sovjetunionen som Oktober, men blev efterfølgende redigeret og udgivet i en international udgave som Oktober: Ti dage, der rystede verden, efter John Reeds populære bog om revolutionen, Ti dage der rystede verden fra 1919.

## Handling
Filmen åbner med begejstringen efter februarrevolutionen og oprettelsen af den Den russiske provisoriske regering og den symbolske ødelæggelse af zarens monument. Filmen påpeger dog hurtigt, at det under den provisoriske regering stadig er den "samme gamle historie" om sult og krig.
Tiden frem mod oktoberrevolutionen er markeret  med mellemtekster, der angiver begivenhedernes datoer.
3. april 1917
Vladimir Lenin vender tilbage til Petrograds Finlands-banegård fyldt med tilhængere. Lenin holder en flammende tale mod den provisoriske regering.
Juli 1917
Demonstranterne på Nevskij Prospekt foran Vinterpaladset beskydes af hæren. Regeringen beordrer arbejderne afskåret fra byens centrum, og i en dramatisk sekvens hæves broerne med bolsjevikkernes lig stadig på dem, mens bourgeoisiet kaster kopier af bolsjevikkernes avis i floden.
Bolsjevikkernes hovedkvarter bliver også ødelagt af den herskende klasse, og den provisoriske regering beordrer Lenin arresteret. Lenin er gået under jorden, men fortsætter med at lede opstanden. Lederen af den provisoriske regering Aleksandr Kerenskij bliver hånligt karakteriseret og sammenlignet med en mekanisk påfugl og Napoleon, før han satirisk bliver anklaget for at aspirere til den russiske trone.
General Kornilov rykker frem med sine tropper til Petrograd "for Gud og land." Mens regeringen er hjælpeløs, samler bolsjevikkerne sig til forsvar. Bolsjevikkerne tager kontrol over byens arsenal og general Kornilov arresteres. Pamfletter spreder revolutionens budskaber, og arbejdere trænes til at bruge våben til "det sidste og afgørende slag".
Oktober 1917
Bolsjevikkomiteen stemmer for at godkende Lenins forslag om at gøre oprør.
24. oktober
Lenin vender tilbage til Smolny efter at have været skjult i fire måneder og tager kontrol over opstanden på tærsklen til den 25. oktober. Der sendes en besked til folket med en erklæring om, at den provisoriske regering er afsat den 25. oktober kl. 10.00.
25. oktober
Panserkrydseren Aurora sejler ind, mens arbejderne tager kontrol over broerne. Krigsministeren kalder tropper til hjælp til den afsatte regering, og kosakker og Kvindebataljonen ankommer til Vinterpaladset, hvor de slapper af på Zarens billardbord. Den provisoriske regering udsteder en appel til borgerne i et forsøg på at bekræfte dens legitimitet, men samme aften afholdes en kongres med delegerede fra alle dele af landet, og sovjetterne bliver stemt til magten.
Med våben og forberedt af den militære revolutionære komité marcherer bolsjevikkerne øjeblikkeligt mod Vinterpaladset og kræver dets overgivelse. Den provisoriske regering giver intet svar. Kvindebataljonen overgiver sig til bolsjevikkerne og dræber deres overordnede. En gruppe bolsjevikker infiltrerer det enorme palads gennem kældrene og lokaliserer regeringsstyrkerne indenfor. Kosakkerne overgiver sig og slutter sig til bolsjevikkerne. På kongressen appellerer mensjevikkerne om en ublodig ende på konflikten, men til ingen nytte.
Signalet gives af et skud fra Aurora, og angrebet begynder for alvor. I et episk klimaks stormer bolsjevikkerne Vinterpaladset i massevis og overvælder de forsvarende styrker. Soldater i paladset plyndrer paladset efter værdigenstande, kun for at få deres lommer vendt ud af bolsjevikkerne, da de overgiver sig. Til sidst slår bolsjevikkerne døren ind til den provisoriske regerings kamre og arresterer regeringsmedlemmerne. Vladimir Antonov-Ovsejenko udarbejder en formel erklæring, der erklærer den foreløbige regering afsat. Ure rundt om i verden vises i en markering af tidspunktet for revolutionens succes, mens bolsjevikkerne jubler.
26. oktober
Den nye regering går i gang med at opbygge en ny stat ved at vedtage dekreter om fred og jord.

## Medvirkende
- Nikolai Popov — Aleksandr Kerenskij
- Vasili Nikandrov — Vladimir Lenin
- Lyaschenko — Aleksandr Konovalov
- Chibisov — Matvej Skobelev
- Boris Livanov — Mikhail Teresjtjenko
- Mikhalev — Nikolai Kishkin
- Nikolaj Podvoiskij — Bolsjevik
- Smelsky — Dmitrij Verderevskij
- Eduard Tisse — Tysk soldat

## Produktion
October var den ene af to film, der blev bestilt af den sovjetiske regering for at fejre 10 året for Oktoberrevolutionen (den anden var Vsevolod Pudovkin's St. Peterborgs sidste dage). Eisenstein blev valgt til at lede projektet efter han havde høstet international anerkendelse for filmen Panserkrydseren Potemkin (1925). Nikolai Podvoiskij, en af de ledende bolsjevikker under stormen på Vinterpaladset, var ansvarlig for ledelsen af produktionen. Scenen for stormen på paladsen var mere baseret på en genopførelse af begivenhederne, der fandt sted i 1920 med deltagelse af bl.a. Vladimir Lenin og tusindvis af rødgardister, der blev overværet af 100.000 tilskuere, end den egentlige begivenheder, der var mindre fotogen. Denne scene blev den officielle, historiske skildring af stormen af Vinterpaladset på grund af manglen fotos eller film, der dokumenterer den faktiske begivenhed, hvilket fik historikere og filmskabere til at benytte Eisensteins genskabelse.
Ifølge Aleksandr Gorodnitskijs erindringer beskrev hans far Moisei, at "i filmen Oktober var der næsten ingen professionelle skuespillere. Lenin blev for eksempel spillet af Nikandrov, en cementfabriksarbejder, der lignede ham. Han fik et jakkesæt, frakke og en hat syet, og han fik barberet en skaldet plet på hans hoved. Ligeledes påtog en universitetsstuderende sig rollen som Kerensky. Sinovjev blev spillet af sin rigtige bror, i rollen som Trotskij blev der hyret en slags tandlæge, som også lignede helten".

## Stil
Eisenstein brugte filmen til at videreudvikle sine teorier om filmstruktur ved at bruge et koncept, han beskrev som "intellektuel montage", en sammenklipning af optagelser af tilsyneladende uforbundne objekter for at skabe og opmuntre intellektuelle sammenligninger mellem disse. Et af filmens mest berømte eksempler på denne teknik er et barokt billede af Jesus, der gennem en række optagelser sammenlignes med hinduistiske guddomme, Buddha, aztekiskeguder, og endelig en primitiv guddom for at antyde, at alle religioner er ens; idolet sammenlignes derefter med militærregalier for at antyde, at staten forbinder patriotisme og religiøs glød. I en anden scene sammenlignes Alekandr Kerenskij, leder af den før-bolsjevikiske revolutionære russiske provisoriske regering, med en mekanisk påfugl.

## Filmmusik
Musikken til filmen fra 1928 blev skrevet af komponisten Edmund Meisel. I 1966 skrev Dmitrij Sjostakovitj ny musik til filmen, der blev udgivet som lyddigtet 'October' Op.131 hvor Sjostakovitj berømte Partisan-tema optræder. Lydeffekter (såsom råb fra mængden, geværskud, knust glas) blev tilføjet filmen af medinstruktøren Grigorij Aleksandrov efter filmens oprindelige visning. Sjostakovitj filmsoundtrack er det, der oftest benyttes i DVD-udgaver af filmen.

## Modtagelse
Oktober var ikke så succesfuld eller indflydelsesrig i Sovjetunionen som Panserkrydseren Potemkin.
Efter de første fremvisninger af filmen fandt nogle biografgængere filmen kunstig og opstyltet. Den russiske digter og dramatiker Vladimir Majakovskij sagde følgende om Nikandrovs skuespilpræstation som Lenin i filmen:
| Citat | Jeg benytter lejligheden, når jeg taler om film, til endnu en gang og på alle måder at protestere mod fremstillingen af Lenin ved sådanne simulationer som Nikandrovs. Når en mand, der ligner Lenin, forstærker ligheden med positurer og gestus, fornemmer man i alle disse overfladiskheder en fuldstændig tomhed, et totalt fravær af tanke, og det er modbydeligt at se det. Jeg hørte en kammerat sige det korrekt – at Nikandrov ikke lignede Lenin, men en statue af ham. | Citat |
|       | |       |

Eisensteins montageeksperimenter mødte officiel misbilligelse; myndighederne klagede over, at Oktober var uforståelig for masserne, og Eisenstein blev angrebet – hverken for første eller sidste gang – for overdreven formalisme. Han blev også pålagt at om-redigere filmen for at fjerne referencer til Lev Trotskij, som kort forinden filmens premiere i 1928 var blevet udrenset af Josef Stalin.
Den britiske forfatter og anmelder Graham Greene gav i 1936 i The Spectator i en neutral anmeldelse. Greene karakteriserede tempoet og beskrev det som "rastløst, ophidset, [og] knitrende af gift", og bemærkede, at livligheden af små impressionistiske berøringer såsom den endeløst svingende dør til udvalgsværelset, "telefoner, der ringer" og "skræmte mennesker, der rejser sig og foreslår resolutioner" kunne kun være blevet præsenteret korrekt af "en, som kun en deltager kunne have tænkt på".
På trods af filmens mangel på folkelig accept,anser filmhistorikere den for at være en uhyre rig oplevelse – et gennemgribende historisk epos af stor skala og et kraftfuldt vidnesbyrd om Eisensteins kreativitet og kunstneriske evner. Vsevolod Pudovkin bemærkede efter at have set filmen: "Hvor kunne jeg godt tænke mig at lave sådan en stærk fiasko."